# Philosophiae Naturalis Principia Mathematica
Philosophiæ Naturalis Principia Mathematica, često zvana Principia ili Principia Mathematica, kapitalno je djelo koje je u tri knjige na latinskom jeziku napisao Isaac Newton, a prvi puta objavio 5. lipnja 1687. godine. Sljedeća dva izdanja objavljena su 1713. i 1726. godine. U Principiji Newton izlaže svoje zakone gibanja, davši tako začetak klasičnoj mehanici. Iako je već radio na svojemu analitičkom infinitezimalnom računu, u Principiji ga ne upotrebljava već se koristi geometrijskim metodama.